# Fjärilen på Haga
Fjärilen på Haga är en visa av Birger Sjöberg publicerad i Fridas bok 1922.
Sångaren i visan har läst en bok om 1700-talet och sjunger vid en båtfärd för Frida. Sjöberg lånar därvid stilmedel från Carl Michael Bellman.
Povel Ramel gör i sin visa Sommartrivialiteter från revyn Alla 4 (1960-1961) en pastisch på Sjöbergs visa.

## Inspelningar
En tidig inspelning gjordes av Pelle Nordström i Stockholm den 28 november 1925.